# Жуазейру-ду-Норти (аэропорт)
Аэропорт Жуазейру-ду-Норти (порт. Aeroporto de Juazeiro do Norte) также известен под названием  Аэропорт Орланду Безерра ди Менезес (Orlando Bezerra de Menezes) (Код ИАТА: JDO) — бразильский аэропорт, расположенный в микрорайоне Карири, штата Сеара, муниципалитета Жуазейру-ду-Норти.
Аэропорт Жуазейру-ду-Норти обслуживает пассажиров южного центра областей штата Сеара, к северо-западу от Пернамбуку и к юго-западу от Пиауи, представляя один из главных инструментов для экономичного развития области.
Сегодня аэропорт Жуазейру-ду-Норти является 2-м самым большим аэропортом северо-востока.
Управляется компанией Infraero с 14 марта 2002 года.

## Авиалинии и направления
| Авиалинии      | Назначения                                                 |
| -------------- | ---------------------------------------------------------- |
| GOL            | Рио-де-Жанейро, (Галеан), Форталеза, Бразилиа, Ресифи.     |
| Avianca Brasil | Форталеза, Бразилиа, Порту-Алегри, Сан-Паулу, (Гуарульос). |

## Количество пассажиров
| Год           | Количество пассажиров |
| ------------- | --------------------- |
| 2003          | 30 126                |
| 2004          | 56 644                |
| 2005          | 62 022                |
| 2006          | 110 309               |
| 2007          | 152 398               |
| 2008          | 170 853               |
| 2009          | 247 775               |
| сентябрь 2010 | 182 486               |

## Расширение
Региональный аэропорт Жуазейру-ду-Норти должен получить инвестиции в размере 50 R$ миллионов реалов, в соответствии с заявлением, сделанным президентом компании Infraero, Мурило Маркесом (Murilo Marques), 6 ноября 2009 года .
Инвестиции будут вложены в:
- Строительство нового пассажирского терминала;
- Строительство грузового терминала;
- Расширение взлётно-посадочной полосы.